# Antonio Manchón

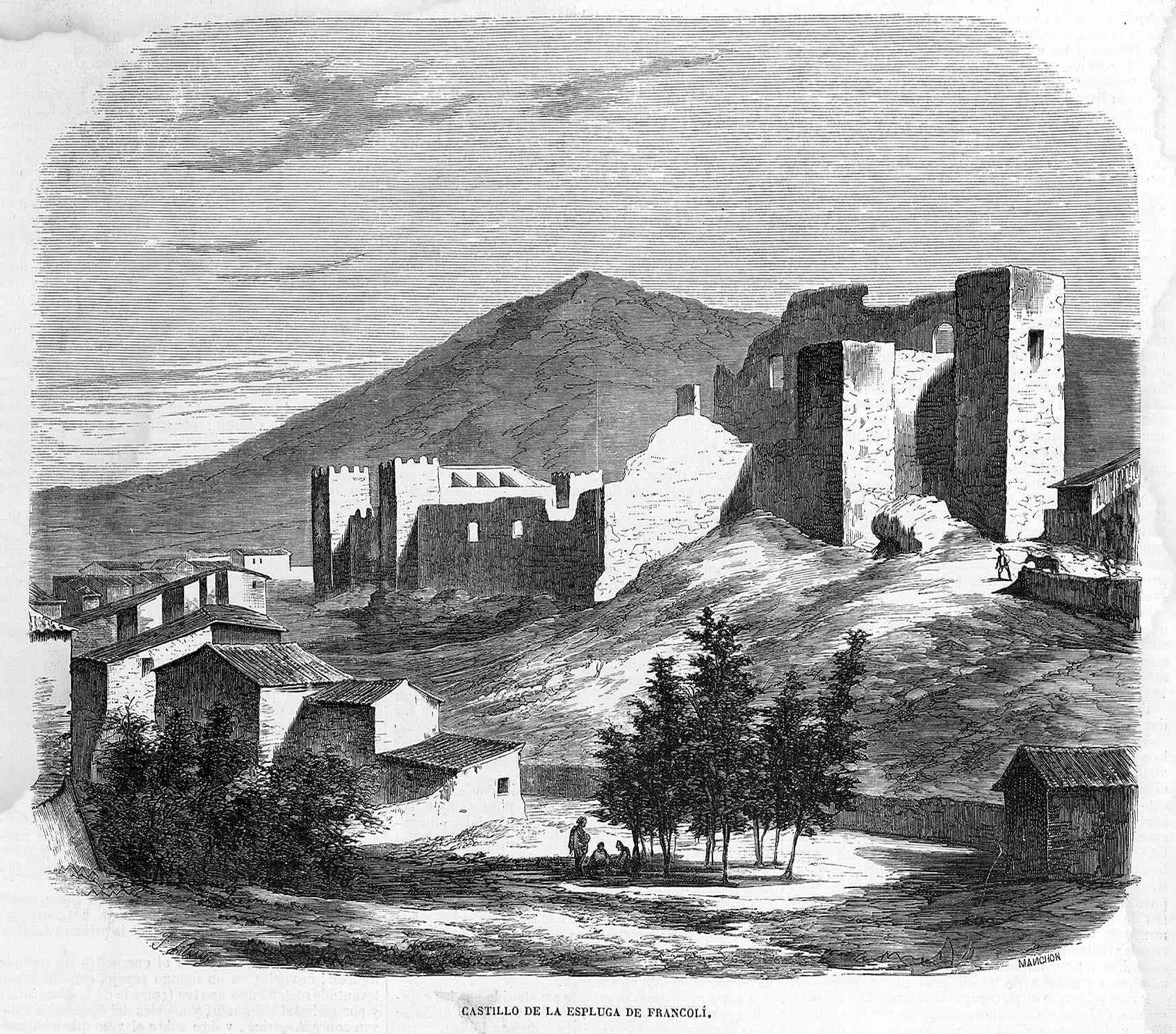
Castillo de la Espluga de Francolí, en El Museo Universal (1863), grabado de Manchón.

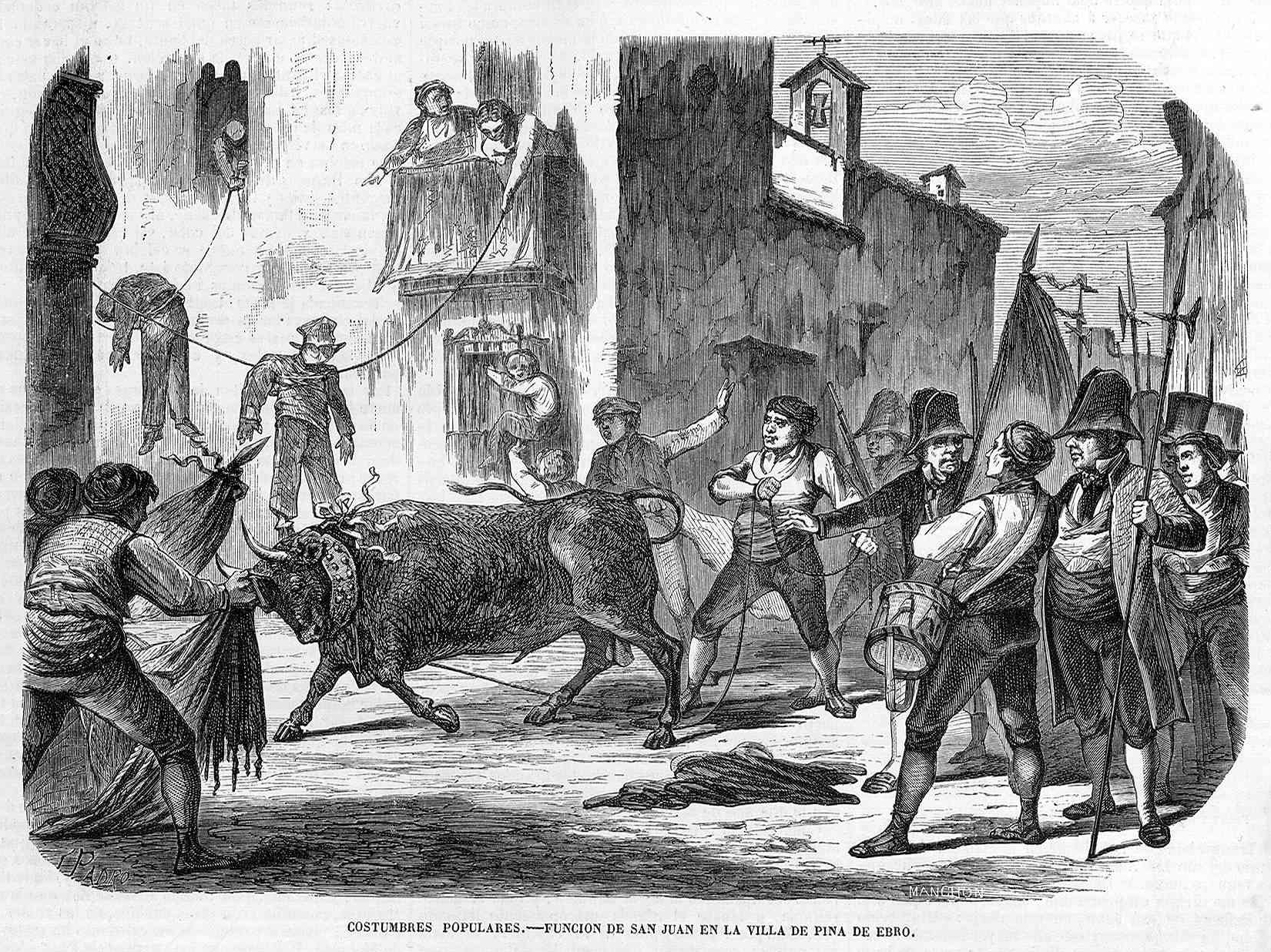
«Costumbres populares, función de San Juan en la villa de Pina de Ebro», El Museo Universal (1863), dibujo de Padró, grabado de Manchón.

Antonio Manchón Quílez (1836-1910) fue un grabador en madera español.

## Biografía
Nació en la localidad valenciana de Játiva en 1836. Xilógrafo, fue discípulo de Carlos Capuz y de Trichon. Firmó grabados en publicaciones periódicas como El Museo Universal, El Arte en España o La Ilustración Republicana Federal, además de en ediciones de las novelas Los desheredados, La esposa mártir, Al toque de ánimas, Abelardo y Eloisa, El corazón de un bandido, Los hijos perdidos, La mujer adúltera, Lucrezia Borgia, La calumnia, La maldición de Dios, La plegaria de una madre, Las aves nocturnas o Don Quijote (1868), entre otras. Falleció en 1910.